# Omidyar Network
Мережа Омідьяра (англ. Omidyar Network) — американський приватний некомерційний венчурний інвестиційний фонд, що спеціалізується на інвестиціях на будь-яких стадіях розвитку організації в стартапи у сфері соціального підприємництва практично у всіх галузях..

## Організація
Мережа Омідьяра заснована в 2004 році творцем eBay П'єром Омидьяром і його дружиною Пем (англ. Pam Omidyar). Засновники компанії на 2015 рік визначають стратегію і керують нею.
Штаб-квартира компанії розташована в Редвуд-Сіті (Каліфорнія, США) з додатковими офісами у Вашингтоні, Йоганнесбург (ПАР), Мумбаї (Індія) і Лондон (Велика Британія).

## Діяльність
Мережа Омідьяра — один із провідних соціальних інвесторів.
Компанія інвестує і підтримує компанії по всьому світу з акцентом на Індії, Великій Британії, Південно-Східній Азії, США, Європі, Латинській Америці та Африці на південь від Сахари.
Мережа Омідьяра інвестує в широкий спектр галузей — споживчий інтернет, місцеві виробництва харчових продуктів, поновлювані джерела енергії, медичну техніку, охорона здоров'я, скорочення і переробку відходів, освіта, мобільні технології, розвиток підприємництва, забезпечення прозорості діяльності уряду, захист майнових прав та фінансовий сектор.
Особливу увагу в компанії приділяють створенню умов для мікрофінансування, яке захопило П'єра Омідьяра після дебатів з творцем Grameen Bank Мухаммадом Юнусом. Наприклад, він пожертвував своїй альма-матер Університету Тафтса 100 млн доларів США на створення фонду, який займеться підтримкою мікрофінансових установ.
Фонд віддає перевагу інвестувати від 1 до 10 млн доларів США в комерційні компанії та від 0,5 до 5 млн доларів США в некомерційні організації та проекти.
Мережа Омідьяра є членом Global Impact Investing Network і одним з її найбільших спонсорів.

### Діяльність в Україні
Omidyar Network фонд виділив грант, в розмірі $ 480 тис., для української організації SocialBoost. 
Згідно із фінансовим звітом Громадського Телебачення з 2016 по 2019 роки Omidyar Network надав Громадському донорські кошти, сума яких за ці роки склала майже 39,5 мільйонів гривень.

## Показники діяльності
За даними на 2009 рік Мережа Омідьяра володів власними активами в розмірі понад 271 млн доларів США, вклавши при цьому понад 20 млн доларів.
За останні п'ять років обсяг інвестицій «Мережі Омідьяр» помітно виріс.
У 2010 році цей показник становив 350 млн доларів США, а в 2014 році — вже близько 700 млн доларів США.
Мережа Омідьяра підтримала зокрема Comat Technologies, D. light, Social Finance (США), Endeavor Global, Фонд екологічної безпеки та інші організації, їх творців і керівників.